# Борислав Геронтиев
Борислав Геронтиев е български писател, поет и публицист.

## Биография
Роден е на 12 август 1943 г. в село Градище, Шуменско. Завършва българска филология в Софийския университет. Трудовата му биография започва през 1963 г. като стругар в завода за товарни автомобили „Мадара“ в Шумен. Година по-късно започва работа като журналист във в. „Шуменска заря“. През 1969 г. става редактор в националното радио. Развитието му продължава във в. „Студентска трибуна“, където преминава през постовете завеждащ отдел, заместник главен редактор и главен редактор от 1970 до 1978 г. В продължение на дванайсет години е и зам.-главен и главен редактор на младежкия вестник за литература и изкуство „Пулс“. През 1990 г. той става директор на програма „Христо Ботев“ в БНР, а година по-късно оглавява магазинното списание „Модева“.
Геронтиев е на работа в БНТ от 1995 г. като ръководител на направления „Художествени програми“, „Фолклор“ и „Култура“. Програмен директор (2004-2008). Два пъти е изпълнявал длъжността генерален директор на БНТ. 
Автор и водещ на фолклорните предвавания „На чист понеделник“ и „Песните на моя народ“ в поп фолк радиото на Кеворк Кеворкян „Сигнал плюс“. Той е и член на журитата на много от поп фолк фестивалите, организирани от компанията „Пайнер мюзик“.
Изпълнителен директор на Националния фонд „Култура“ към Министерството на културата.(2011-2021)
Член на журито на националната награда „"Иван Пейчев“ през 2009 г., 2013 г. и 2017 г.
Женен е, има дъщеря и син, който е спортен журналист във в. „24 часа“.

## Награди
- Носител на наградата за поезия на Съюза на българските писали за книгата „Спомен за вино“ – 1981 г.
- Наградата на ЦК на ДКМС за книгата „Камбани бият“ – 1983 г.
- Наградата на Съюза на българските журналисти за книгата „Кабинет на десетия етаж“(2012)
- Носител на Националната награда за поезия „Никола Фурнаджиев“ – 2012 г.[6][7]
- Носител на Националната награда за лирика „Иван Пейчев“ – 2015 г.[8]
- Носител на наградата  на Съюза на българските писатели за есеистика и публицистика за книгата "Село без черква"(2018)
- Носител на националната литературна награда "Георги Джагаров" (2020)
- Носител на Националната литературна награда „Иван Динков“ (2021).[9][10]